# Терн (станция метро)
Терн (фр. Ternes) — станция линии 2 Парижского метрополитена, расположенная на границе VIII и XVII округов Парижа. Названа по одноимённым площади и авеню, рядом с которой располагается.

## История
- Открыта 7 октября 1902 года в составе пускового участка Шарль де Голль — Этуаль — Анвер. В сентябре 2007 года была начата реновация станции с заменой плиточного покрытия.
- Пассажиропоток по станции по входу в 2011 году, по данным RATP, составил 3 930 362 человек[1]. В 2013 году этот показатель незначительно снизился и составил 3 928 660 пассажиров (125 место по уровню входного пассажиропотока в Парижском метро)[2].

## Происхождение названия
Станция названа по названию находившейся тут в Средние века ферме под названием Villa Externe.